# György Novath
György Novath (Székesfehérvár, 1º gennaio 1958) è un ex calciatore ungherese, di ruolo attaccante.

## Carriera
Conta 255 presenze e 31 reti in undici stagioni di massima divisione ungherese, con la maglia del Videoton. Con i Vidi ha anche disputato 15 incontri di Coppa UEFA, scendendo in campo da titolare durante le due gare della finale della stagione 1984-1985.

## Statistiche

### Presenze e reti nei club
| Stagione        | Squadra         | Campionato      | Campionato | Campionato | Coppe nazionali | Coppe nazionali | Coppe nazionali | Coppe continentali | Coppe continentali | Coppe continentali | Totale | Totale |
| Stagione        | Squadra         | Comp            | Pres       | Reti       | Comp            | Pres            | Reti            | Comp               | Pres               | Reti               | Pres   | Reti   |
| --------------- | --------------- | --------------- | ---------- | ---------- | --------------- | --------------- | --------------- | ------------------ | ------------------ | ------------------ | ------ | ------ |
| 1977-1978       | Videoton        | NB I            | 2          | 0          | MK              | 5               | 1               | -                  | -                  | -                  | 7      | 1      |
| 1978-1979       | Videoton        | NB I            | 23         | 3          | MK              | 3               | 0               | -                  | -                  | -                  | 26     | 3      |
| 1979-1980       | Videoton        | NB I            | 11         | 0          | MK              | 0               | 0               | -                  | -                  | -                  | 11     | 0      |
| 1980-1981       | Videoton        | NB I            | 29         | 5          | MK              | 2               | 1               | -                  | -                  | -                  | 31     | 6      |
| 1981-1982       | Videoton        | NB I            | 32         | 10         | MK              | 3               | 1               | CU                 | 2                  | 0                  | 37     | 11     |
| 1982-1983       | Videoton        | NB I            | 19         | 6          | MK              | 0               | 0               | -                  | -                  | -                  | 19     | 6      |
| 1983-1984       | Videoton        | NB I            | 18         | 6          | MK              | 2               | 0               | -                  | -                  | -                  | 20     | 6      |
| 1984-1985       | Videoton        | NB I            | 23         | 3          | MK              | 2               | 3               | CU                 | 9                  | 0                  | 37     | 6      |
| 1985-1986       | Videoton        | NB I            | 27         | 2          | MK              | 4               | 1               | CU                 | 4                  | 1                  | 35     | 4      |
| 1986-1987       | Videoton        | NB I            | 25         | 3          | MK              | 4               | 0               | -                  | -                  | -                  | 29     | 3      |
| 1987-1988       | Videoton        | NB I            | 24         | 5          | MK              | 0               | 0               | -                  | -                  | -                  | 24     | 5      |
| 1988-1989       | Videoton        | NB I            | 22         | 2          | MK              | 2               | 0               | -                  | -                  | -                  | 24     | 2      |
| Totale Videoton | Totale Videoton | Totale Videoton | 255        | 31         |                 | 27              | 9               |                    | 15                 | 1                  | 307    | 41     |
| 1989-1990       | Kirschschlag    | ?               | ?          | ?          | ?               | ?               | ?               | -                  | -                  | -                  | ?      | ?      |
| 1990-1991       | Diósgyőr        | NB II           | 4          | 1          | ?               | ?               | ?               | -                  | -                  | -                  | 4+     | 1+     |
| Totale carriera | Totale carriera | Totale carriera | 259+       | 32+        |                 | 27              | 9               |                    | 15                 | 1                  | 311+   | 42+    |

## Palmarès

### Competizioni internazionali
- Coppa Intertoto: 2

Videoton: 1983, 1984